# Euphilomedes longiseta
Euphilomedes longiseta är en kräftdjursart som först beskrevs av Juday 1907.  Euphilomedes longiseta ingår i släktet Euphilomedes och familjen Philomedidae. Inga underarter finns listade i Catalogue of Life.